# توفيق صالح جبريل
توفيق صالح جبريل شاعر وطني وأديب سوداني.

## الميلاد والنسب
ولد بجزيرة مقاصر القريبة من مدينة دنقلا بالولاية الشمالية في 29 سبتمبر / أيلول 1897 م.
جده جبريل من الشلال بمصر وأصله من قبيلة الكنوز وقد انتقل إلي السودان في عهد الحكم التركي المصري للسودان.

## المراحل التعليمية
- كلية غردون التذكارية - قسم العرفاء، 1916 م.
- مدرسة المآمير، وتخرج فيها نائباً للمأمور عام 1923 م.

## نشأته
نشأ توفيق في منزل عرف بالسرايا أو قلعة صالح جبريل، ولا يزال قائماً حتى الآن وهو أول منزل في أم درمان يبني بالطوب الأحمر، الذي تم جلبه من مدينة سنار بوسط السودان بالمراكب. وتقدر مساحة المنزل بآلاف الأمتار المربعة، وتقع أمامه عدة محلات تجارية كانت مشهورة في الماضي لوجود الكثير من البضائع فيها المختلفة فيه، وعرفت بدكاكين صالح جبريل. وكان أمام تلك الدكاكين مورد ماء لعابري السبيل، سمي «سبيل صالح جبريل»، ويتميز بسقيفة جميلة تظلله. والأغنية السودانية المعروفة بعنوان «يا بدور القلعة وجوهرها» تشير إلى تلك السرايا.

## نشاطه الأدبي
الدهليز الذي اشتهر كمنتدي للأدباء والشعراء منفصل عن السرايا. أهتم بشعر المتنبي وبشارة الخوري والبحتري.

## نشاطه السياسي
تعهد توفيق صالح جبريل ومن معه من زملائه في عام 1924 م ألا يتعاونوا مع الاستعمار.
أبعد من الخدمة لمجاهرته العداء للاستعمار.
كان من أوائل المنضمبن إلى جمعية اللواء الأبيض السودانية المناوئة للاستعمار البريطاني في وادي النيل.
نشرت له جريدة الأهرام المصرية عام 1922 م قصيدة تهاجم المستعمرين الإنجليز.
اعتكف في منزله الذي اتخذه منتدى أدبياً.

## الخبرات العلمية والعملية
عمل توفيق بالتدريس في مدينة الأبيض بكردفان، ثم التحق بمدرسة المآمير عام 1929 م، إلا أنه استقال من وظيفته بسرعة قائلاً: «أنه لا يستحق شرف أن يكون معلماً" وعمل في الإدارة لأكثر من ثلاثة عقود دون أن تتم ترقيته ولم يساوم من أجل ذلك أبدآً.

## دوواينه
له ديوان مطبوع بعنوان «أفق وشفق» وهو من أربعة أجزاء.

## آراء حول أعماله الأدبية
قال عنه الأديب السوداني محجوب عمر باشري: «توفيق هو الشاعر الموحي، لم يتعلم لغة أجنبية، لكنه أحب أن يسمع شعر الشعراء الأجانب)».
وذكر عنه الدكتور محمد إبراهيم الشوش قائلاً«لتوفيق صالح جبريل مقطوعات غنائية حلوة كانت تتغنى بها الجلسات الخاصة، وفي هذه القصائد تجديد لا تخطئه الأذن نلمس فيها حلاوة النغم وسلاسته، والوحدة الفنية والمعنوية».
وتحدث عنه الكاتب هنري رياض في كتابه بعنوان «توفيق صالح جبريل شاعرا وناثرا» وقال:«يبدو أن الخلفية الثقافية لتوفيق وانكبابه وأبناء جيله على حفظ الشعر وروايته وإنشاده ومطارحته جعلته يميل إلى الاعتقاد بأن الثقافة تكمن في الشعر».

## وفاته
أصيب توفيق صالح جبريل بداء النقرس الذي أقعده ليصبح حبيس دهليزه الأدبي.
توفي عام 1966 م.

## نماذج من اشعاره
تعتبر قصيدة كسلا واحدة من الأعمال المشهورة لتوفيق صالح جبريل والتي تغني بها المغني السوداني عبد الكريم الكابلي. تقول بعض أبياتها:
نضر الله وجه ذاك الساقي
إنه بالرحيق حل وثاقي
فتراءى الجمال مزدوج الاشراق يسبي معدد الآفاق
كان صبحا طلق المحيا نديا
إذ حللنا حديقة العشاق
نغم الساقيات حرك اشجاني
وهاج بي الهوى أنين السواقي
بين صب في حبه متلاش
ومحب مستغرق في عناق
وتلاقت في حلبة الرقص ايد
وخدود والتف ساق بساق
فظللنا والظل والكل هام في انسجام وبهجة وانساق
ظلت الغيد والقوارير صرعى
والأباريق بتن في اطراق
ائتني بالصبوح يا بهجة الروح
ترحني ان كان في الكاس باق
يا ابنة القاش إن سرى الطيف
وهنا واعتلى هائما فكيف لحاقي
والمنى بين خصرها ويديها
والسنا في ابتسامها البراق
كسلا أشرقت بها شمس وجدي
فهي في الحق جنة الإشراق